# Ai Nagai
Ai Nagai  (永井愛?, Nagai Ai) (Tōkyō, 16 ottobre 1951) è una scrittrice, drammaturga e regista teatrale giapponese, cofondatrice e direttrice della compagnia teatrale Nitosha  (二兎社?).
È famosa per l'uso del realismo come principale stile di scrittura, e due delle sue maggiori opere Le tre sorelle della famiglia Hagi (萩家の三姉妹?, Hagi-ke no san shimai, 2000) e Ripostiglio del tempo (時の物置?, Toki no mono oki, 1994) ne rappresentano un esempio.
Nagai è inoltre considerata come una delle più ricercate drammaturghe in Giappone per i suoi "well-made plays", in cui tratta le questioni sociali da un punto di vista critico.

## Biografia
Ai Nagai nasce il 16 ottobre del 1951 a Tokyo, figlia del pittore e membro del partito comunista Kiyoshi Nagai (永井潔?, Nagai Kiyoshi), arrestato e imprigionato prima della Seconda Guerra Mondiale per le sue idee politiche. Nagai in un'intervista ha negato di aver ricevuto dal padre un'educazione politica, sebbene le sue opere affrontino spesso problemi sociali.
I suoi genitori divorziano quando lei è ancora molto piccola; verrà cresciuta dal padre e dalla nonna paterna, Shizu Nagai (永井志津?, Nagai Shizu). Il padre, grazie al suo lavoro, ha numerosi contatti col mondo del teatro, e le visite di attori alla sua casa sono frequenti: per Nagai questo ambiente assumerà un ruolo importante nel determinare la sua scelta di intraprendere la carriera teatrale. Dopo il diploma, entra a far parte dell'Associazione di Appassionati della Haiyūza (俳優座の鑑賞会?, Haiyūza no Kanshōkai), e diventa una grande ammiratrice di Etsuko Ichihara (市原悦子?, Ichihara Etsuko), all'epoca attrice di punta della Compagnia Teatrale Haiyūza (劇団俳優座?, Gekidan Haiyūza).
Desiderando seguirne le orme ed entrare a sua volta nella compagnia, Nagai nel 1970 si iscrive al Dipartimento di Teatro del Tōhō Gakuen College of Drama and Music  (桐朋学園芸術短期大学?, Tōhō Gakuen Geijutsu Tanki Daigaku), che è stato in precedenza una scuola di recitazione affiliata alla Haiyūza, in cui si erano preparati numerosi attori professionisti. Qui Nagai studierà per quattro anni, inclusi due anni nel programma teatrale post-laurea; più che l'interesse per la scrittura teatrale o la regia, ciò che la guida è il desiderio di diventare un'attrice. Nel programma post-laurea studia con Yasu Ōhashi (大橋也寸?, Ōhashi Yasu) il metodo Lecoq, da cui rimane profondamente impressionata: la formazione in improvvisazione e le altre tecniche espressive sperimentate in questo periodo diventeranno risorse fondamentali per la sua scrittura teatrale.
Nel periodo in cui frequenta l'università era popolare il teatro Angura (アングラ劇場?, Angura engeki), un movimento teatrale che si contrapponeva allo Shingeki e al suo naturalismo, e che intendeva esplorare tematiche spesso provocatorie o con chiari intenti politici. Nagai, interessata a queste sperimentazioni, non trova però il coraggio di proporsi, e opta per il Kōbō Abe Studio (安部公房スタジオ?, Abe Kōbō Studio), dal quale però viene rifiutata. Nel 1974 riceve l'invito di far parte del Gruppo di Primavera e Autunno (春秋団?, Shunjūdan), e fa la conoscenza di Shizuka Ōishi (大石静?, Ōishi Shizuka) che in seguito diventerà sua collaboratrice. Due anni più tardi il gruppo si scioglie e Nagai e Ōishi decidono di fondare assieme una propria compagnia.

### Carriera teatrale
La compagnia fondata da Nagai e Ōishi nel 1981 si chiama Nitosha (letteralmente "due conigli"), e richiama il nome assegnato dal Calendario Cinese all'anno di nascita delle due artiste: l'anno del Coniglio. Inizialmente Nagai non è intenzionata a diventare una sceneggiatrice o una regista, ma presto sono le circostanze a costringerla: se non scrivesse da sé le sue opere, non ne avrebbe da interpretare.
Oltre a produrre gli spettacoli della compagnia, Nagai e Ōishi sono direttamente coinvolte nella recitazione. Uno dei loro primi lavori è Kazuo (かずお?, Kazuo, 1984), la storia in chiave comica di due direttori di filiale in competizione tra loro. Una delle due attrici interpreta cinque ruoli diversi, sia maschili che femminili, l'altra sette; il passaggio da un ruolo all'altro è rapido, con più di quaranta cambi di costume. Nessuna delle due attrici però interpreta il protagonista Kazuo, ma agisce come se questi fosse presente sulla scena. Kazuo diviene rapidamente popolare e viene riproposto diverse volte.
A partire dal 1983 Nagai assume definitivamente il ruolo di direttrice delle produzioni della Nitosha. Nel 1991 Ōishi lascia la compagnia per seguire la carriera di sceneggiatrice televisiva,  e Nagai da questo momento in poi dirige da sola le proprie opere.
La compagnia è ancora attiva a Nerima, Tōkyō, e si contraddistingue per i suoi spettacoli che non solo intrattengono il pubblico, ma anche lo coinvolgono con i problemi a cui l'opera dà espressione.
La carriera di Nagai non si limita solo alla compagnia Nitosha: scrive anche per il Nuovo teatro nazionale di Tokyo, la Compagnia Teatrale della Gioventù (劇団青年座 ?, Gekidan Seinenza) , il Teatro Eco (テアトル・エコー?) ed è stata presidentessa della Japan Playwrights Association (日本劇作家協会?, Nihon Gekisakka Kyōkai) dall'aprile 2002 al marzo 2006. Nel 2016 ricopre l'incarico di vice-presidentessa.
Nagai è attiva anche al di fuori del Giappone e i suoi spettacoli vengono rappresentati nel Regno Unito, negli Stati Uniti e in Corea del Sud. Le sue opere sono presentate anche come "stage readings". Ad esempio, il 22 Febbraio 2010 l'associazione no-profit Japan Society di New York ha allestito lo stage reading, con la direzione di Cynthia Croot, di Women in a Holy Mess, traduzione inglese di Katazuketai onnatachi (片付けたい女たち? Le donne che vogliono fare ordine) scritto da Nagai alla fine del 2007.

## Opere

### Ripostiglio del tempo
Prodotto da Nitosha e rappresentato per la prima volta nel 1994, è un racconto in 14 scene ambientato nel 1961, poco prima delle Olimpiadi di Tōkyō, un periodo di rapida crescita economica del Giappone.
Protagonista è la famiglia Shinjō (新庄?), povera ma orgogliosa: la nonna, Nobu (延ぶ?), ispirata alla nonna paterna di Nagai di lignaggio samuraico, va fiera delle sue origini aristocratiche; suo figlio Mitsuhiro (光洋?) è un letterato pieno di sé; il nipote Shūsei (秀星?) è ambizioso e vuole correre per le elezioni del consiglio studentesco. Tra gli altri personaggi vi sono l'adolescente Himi (日美?) e una misteriosa inquilina di nome Tsuruko (ツル子?), alla quale nonna Nobu ha concesso alloggio gratis nel ripostiglio (物置?, mono oki, da cui il titolo dell'opera) in cui venivano conservati i cimeli di famiglia. Ben diversi dagli Shinjō sono i loro parenti, la famiglia Kagami (加賀美?): Utako (詩子?), sorella di Mitsuhiro, e suo marito, sono materialisti e desiderosi di accrescere le proprie finanze. I due vogliono espandere la loro attività e progettano di costruire un dormitorio per lavoratori nelle proprietà della famiglia Shinjō, perciò cercano di ottenere il loro favore regalandogli una televisione. Inizialmente Nobu rifiuta il dono e la TV viene depositata nel ripostiglio di Tsuruko. In seguito a una discussione con Himi però cede e accetta di utilizzare questo nuovo apparecchio moderno: tutti in breve finiranno col subirne il fascino.
Ripostiglio del tempo (時の物置?, Toki no mono oki) è una commedia che ritrae una famiglia del tutto ordinaria e la sua trasformazione con l'avvento del boom economico negli anni '50-'60, quando il Giappone rapidamente si trasforma in una società di consumo. Con La democrazia di papà (パパのデモクラシー?, Papa no demokurashī, 1995), ambientato nel 1946, e a Il mio diario di Tōkyō (僕の東京日記?, Boku no Tōkyō Nikki, 1996) collocato cronologicamente nel 1971, fa parte della Trilogia di drammi sulla storia della vita quotidiana del dopoguerra (戦後生活史劇三部作?, Sengo seikatsu shigeki sanbusaku). Sebbene i personaggi e le situazioni dei tre spettacoli non siano correlati tra loro, presentano un filo conduttore comune, ovvero l'analisi della società giapponese del secondo dopoguerra e dei cambiamenti intervenuti. In particolare l'attenzione è focalizzata su tre momenti storici precisi: gli anni immediatamente seguenti la sconfitta nipponica nella Seconda Guerra Mondiale, la miracolosa crescita economica degli anni '60 e le rivolte universitarie dei primi anni '70 contro il rinnovo del Trattato di Sicurezza e Cooperazione tra USA e Giappone.
In Ripostiglio del tempo è presente anche un riferimento ad un altro mutamento sociale di quegli anni: l'abolizione della prostituzione nel 1958. Tsuruko infatti perde il lavoro grossomodo in quel periodo, e viene salvata dall'indigenza dalla generosità degli Shinjō.
La traduzione di quest'opera è disponibile in inglese, cinese e russo.

### Le tre sorelle della famiglia Hagi
Nagai ha scritto Le tre sorelle della famiglia Hagi (萩家の三姉妹?, Hagi-ke no san shimai) nel 2000, adattando Le tre sorelle di Anton Čechov. In un'intervista l'autrice affermò di aver molto apprezzato l'opera originale, ma di aver trovato poco approfonditi i personaggi delle tre sorelle e per questo motivo di aver deciso di scrivere la sua versione, rendendo protagoniste tre donne giapponesi contemporanee.
È un'opera in 4 atti, ciascuno legato a una stagione. Le tre protagoniste sono la quarantenne Takako (鷹子?), la trentenne Nakako (仲子?), e la ventenne Wakako (若子?), ognuna con una diversa concezione della femminilità e un diverso modo di viverla. Takako è un'insegnante femminista e lavora in un college privato; dopo aver interrotto una relazione di quattro anni con un collega sposato, Takeo (武雄?), è rimasta single. Nakako è una casalinga, sposata con due figli e incarna alla perfezione l'ideale Ryōsai Kenbo (良妻賢母? buona moglie e saggia madre) coniato in Periodo Meiji, ma in seguito inizia una relazione clandestina con un vecchio compagno di liceo, Satoshi (聡史?), a sua volta sposato ad una donna frivola e infantile, Fumie (文絵?). Wakako è una freeter che passa da un corso di studi all'altro, da lavoretto all'altro, abbandonandoli puntualmente sempre dopo pochi giorni, e frequenta due uomini allo stesso tempo: l'artigiano Tokuji (徳治?) e il suo apprendista Suzuo (鈴夫?).
L'opera, a differenza dell'originale di Čekhov, non è un dramma ma una commedia, e affronta la realtà della diseguaglianza fra i sessi, portando alla luce le discriminazioni presenti nei ruoli di genere assegnati dalla tradizione. La critica di Nagai si esplicita soprattutto nei personaggi di Takako e il suo amante. Essi decidono di analizzare le cause del fallimento del loro rapporto con il pretesto di un progetto di ricerca, dal titolo "Conflitti tra femminismo e genere in una relazione fallita". GRan parte dell'umorismo presente nello spettacolo deriva dal gergo accademico con cui affrontano le loro discussioni su sesso e sessualità. Takako confessa di aver sempre recitato a letto coi suoi partner, per rassicurarli: un comportamento che contrasta con le sue pubbliche prese di posizione a favore della soddisfazione sessuale delle donne. Takeo arriva a mettere in discussione il suo genere e orientamento, quando, dopo aver sempre lamentato il peso della società patriarcale giapponese sugli uomini, decide infine di vestirsi da donna con abiti molto civettuoli e svolazzanti. E indossando panni così frivoli, così "femminili" (女らしい?, onna-rashii), finisce col rafforzare le idee tradizionali di genere che come studioso cercava precedentemente di sfatare.
L'adattamento di Nagai non vuole condannare in modo netto l'androcentrismo e la mentalità patriarcale presente nella società nipponica, ma semplicemente rappresentare il femminismo con humor, relativizzandolo, e creando così una sorta di legame con il pensiero di Čekhov, per il quale non esistevano ideali e valori fissi sui quali basare la visione del mondo. Mentre le opere portate sulla scena a partire dagli anni Settanta usano la famiglia come elemento principale e si concentrano sulla distruzione dei rapporti familiari, Le tre sorelle della famiglia Hagi (萩家の三姉妹?, Hagi-ke no san shimai) ritraggono invece comicamente la distruzione del mondo interiore delle protagoniste: ciascuna di loro ha determinate convinzioni, ma poi agisce in modo totalmente diverso. Tutte alla fine vengono influenzate, anche se in misura diversa, dalle convenzioni sociali su femminilità e mascolinità.

### Gli uomini che vogliono far cantare
Uno dei più popolari spettacoli di Nagai, Gli uomini che vogliono far cantare (歌わせたい男たち?, Utawasetai otoko-tachi), scritto nel 2005, si compone di un solo atto. È una commedia sociale che problematizza la decisione assunta dal Ministero dell'Istruzione (文部科学省?, Monbu kagaku shō) nel 2003, di punire gli insegnanti che si rifiutano di alzare la bandiera e cantare l'inno nazionale durante le cerimonie di diploma, come prevede la Legge sulla bandiera e inno nazionale giapponese del 1999. Si tratta di un provvedimento in chiaro contrasto con il diritto, sancito dalla Costituzione giapponese all'articolo 19, di libertà di pensiero e opinione.
In un liceo di Tōkyō mancano poche ore alla cerimonia del diploma. La nuova insegnante di musica, Michiru Naka (仲ミチル?, Naka Michiru), il cui compito è quello di suonare al piano l'accompagnamento per l'inno nazionale, è in infermeria. Sentendosi sotto pressione per l'evento, ha avuto un mancamento e cadendo ha perso le lenti a contatto. Con lei sono presenti sulla scena il preside Koreaki Yoda (与田是昭?, Yoda Koreaki), l'insegnante di scienze sociali Norihiko Haijima (拝島則彦?) e l'insegnante di sostegno Mayuko Abe (按部真由子?). Quando Michiru chiede a Norihiko di prestarle i suoi occhiali per riuscire a suonare, questi rifiuta, in quanto contrario all'obbligo ministeriale di cantare l'inno nelle scuole. Il preside allora interviene e cerca di far ragionare Norihiko: già l'anno precedente la scuola era finita sui giornali perché diversi insegnanti e quasi tutti gli studenti si erano rifiutati di cantare, e lui vorrebbe che quest'anno la cerimonia si svolgesse senza incidenti. Nel mezzo del dialogo, irrompe l'insegnante d'inglese, che annuncia che Sakuraba (桜庭?), un ex docente che si era opposto all'inno, sta distribuendo agli studenti volantini per convincerli a rifiutarsi di cantare. Il preside si precipita fuori, e Norihiko ne approfitta per scoraggiare Michiru dal suonare. Si viene poi a scoprire che ciò che Sakuraba sta distribuendo agli studenti è un vecchio saggio scritto dal preside in persona molto tempo fa sulla "libertà dell'animo" (内心の自由?, naishin no jiyū). I ragazzi, colpiti dalle parole del testo, alla fine si convincono e iniziano a organizzare una loro opposizione all'inno. Giunge però la polizia che arresta Sakuraba per i suoi volantini. Il preside allora sale sul tetto della scuola e tiene un discorso in cui afferma che il suo saggio giovanile è stato mal interpretato, e che se anche una sola persona si rifiuterà di cantare l'inno, per evitare ripercussioni sulla scuola se ne assumerà la responsabilità lui stesso gettandosi di sotto. Nella scena finale, Michiru supplica Norihiko di prestarle gli occhiali, altrimenti se il preside si suiciderà sarà solo colpa sua, ed egli infine se li toglie, li posa su un tavolo ed esce dalla stanza.
Nagai con quest'opera vuole sensibilizzare il pubblico, seppur in tono tragicomico e senza drammatizzare, su tematiche come la libertà di pensiero, il conflitto tra individualità e necessità di uniformarsi alle regole, e spingerlo a chiedersi se è accettabile o meno che un insegnante venga punito per non voler scattare sull'attenti al sollevarsi della bandiera nazionale o per non voler cantare l'inno. Vuole far riflettere le persone se è giusto che poi si utilizzi il principio di responsabilità collettiva per costringere l'intero corpo docente a frequentare un gruppo di correzione comportamentale. Il suo scopo è capire dalle reazioni degli spettatori se per loro tutto ciò è naturale o strano, e qual è la reazione dettata dal senso comune di fronte a questa vicenda. Tuttavia, per non esercitare troppa influenza sul pubblico, Nagai non usa solo la prospettiva dei docenti che si oppongono, ma mostra anche il punto di vista del sistema scolastico.
Questo spettacolo è stato messo in scena per la prima volta dalla Compagnia Nitosha nel 2005. Il cast è composto da Keiko Toda (戸田恵子?, Toda Keiko), Ryōsuke Ōtani (大谷亮介?, Ōtani Ryōsuke), Moeko Koyama (小山萌子?, Koyama Moeko), Masami Nakagami (中上雅巳?, Nakagami Masami) e Yoshimasa Kondō (近藤芳正?, Kondō Yoshimasa). È disponibile anche in inglese.

### Le donne che vogliono fare ordine
La commedia teatrale Le donne che vogliono fare ordine (片付けたい女たち?, Katazuketai onnatachi, 2007) è "un divertente ritratto della vita dopo la menopausa" in cui viene rappresentata la vita di tre donne sulla cinquantina, la loro amicizia, i loro problemi. Tsunko (ツンコ?) è stata lasciata dal suo fidanzato di vent'anni più giovane; preoccupate, le sue due amiche più care si recano da lei e trovano il suo appartamento nel disordine più totale. Inizialmente intenzionate a far pulizia, le tre abbandoneranno in seguito l'impresa, iniziando a confidarsi l'un l'altra, e raccontando le proprie storie e i propri segreti. Il caos dell'abitazione diventa metafora del caos esistenziale attraversato dalle donne, e della necessità di "fare ordine" in un momento di svolta della loro vita.
La traduzione in inglese, messa in scena nel 2010 a New York, è stata realizzata da Kyōko Yoshida (吉田恭子?, Yoshida Kyōko), Yuka Andō (安藤ゆか?) e Andy Bragen alla fine del 2007 al Playwrights' Center di Minneapolis, Minnesota.

## Stile
Il teatro di Nagai è fortemente improntato sulla lingua parlata, affine allo stile dello Shingeki ma con alcune diversità. I suoi spettacoli presentano elementi estranei, di disturbo, che innescano l'erosione del dramma dal suo interno; inoltre è presente una componente comica, unita a una riflessione critica incentrata su tematiche d'attualità. I suoi personaggi sono complessi e multi-sfaccettati e le loro azioni non sono giudicabili in modo univoco dallo spettatore: tutti affrontano un dilemma o una situazione di conflitto, e il modo in cui li risolvono è il motore principale delle storie.
Nagai descrive la vita di persone ordinarie catapultate in situazioni non ordinarie e racconta i grandi cambiamenti storici attraverso la vita quotidiana dei singoli, offrendo un punto di vista prettamente femminile sui mutamenti sociali del Giappone. Piuttosto che trattare di politica o cultura, preferisce focalizzare l'attenzione sui sentimenti e le motivazioni che muovono le persone che subiscono le vicissitudini dell'epoca in cui vivono.
Tra i temi da lei esplorati vi sono anche il rapporto tra linguaggio, potere e genere in Impulso omicida senza ra (ら抜きの殺意?, Ranuki no satsui, 1997), e la coscienza femminista in Guarda, l'aereo che può volare in alto (見よ、飛行機の高く飛べるを?, Miyo, hikōki no takaku toberu wo, 1997), dove racconta le esperienze vissute dalla nonna paterna in un istituto magistrale.
Le opere di Nagai non si limitano a presentare situazioni e personaggi con un linguaggio facile da capire, ma cercano di coinvolgere lo spettatore, spingerlo a riflettere, intendono trasmettergli un messaggio. Nagai incorpora nelle proprie opere dei giochi di parole, anche se non quanto Hideki Noda (野田秀樹 ?, Noda Hideki), un autore suo contemporaneo.
Nagai e il drammaturgo Hisashi Inoue (井上ひさし?, Inoue Hisashi), presentano somiglianze nel loro approccio, basato sulla descrizione della quotidianità, dell'ordinarietà dei loro personaggi. Entrambi inoltre hanno scritto un'opera incentrata sulla scrittrice Ichiyō Higuchi. A differenza invece di altri artisti della sua generazione, come Toshiki Okada (岡田利規?, Okada Toshiki) e Oriza Hirata (平田オリザ?, Hirata Oriza), la scrittura di Nagai ha una struttura logica e chiara, di tipo naturalistico, che permette alle sue opere di essere facilmente accessibili anche al pubblico straniero, nonostante l'ambientazione tipicamente giapponese. I suoi temi e messaggi sono universali.

## Premi

### Premi e candidature
- 1996: 31º Premio Teatro Kinokuya Categoria Individuale (紀伊國屋演劇賞個人賞?, Kinokuya engeki shō kojin shō)[18] per Il mio diario di Tōkyō (僕の東京日記?, Boku no Tōkyō nikki)
- 1997: 48º Premio Esordiente del Ministero dell'Educazione per l'Eccellenza Artistica (芸術選奨文部大臣新人賞?, Geijutsu senshō monbu daijin shinjin shō)[19] per Guarda, l'aereo che può volare in alto (見よ、飛行機の高く飛べるを?, Miyo, hikōki no takaku toberu wo)
- 1997: Primo Premio Teatrale Tsuruya Nanboku (鶴屋南北戯曲賞?, Tsuruya nanboku gikyoku shō) per Impulso omicida senza ra (ら抜きの殺意?, Ranuki no satsui)[20]
- 1999: 44º Premio Teatrale Kishida Kunio (岸田國士戯曲賞?, Kishida Kunio Gikyoku shō) per Il fratello maggiore fa ritorno (兄帰る?, Ani kaeru)[21]
- 2000: 52º Premio Letterario Yomiuri (読売文学賞?, Yomiuri Bungaku shō) per Le tre sorelle della famiglia Hagi (萩家の三姉妹?, Hagike no san shimai)[21]
- 2001: Ottavo Premio Teatrale Yomiuri per la Miglior Regia (読売演劇大賞優秀演出家賞?, Yomiuri engeki taishō yūshū enshutsuka shō) di Le tre sorelle della famiglia Hagi (萩家の三姉妹?, Hagike no san shimai)[22]
- 2001: Primo Premio Asahi per le Arti Performative "Matsuyo Akimoto" (朝日舞台芸術賞秋元松代賞?, Asahi butai geijutsu shō Akimoto Matsuyo shō) per Annotazioni sul clima e territorio di Higurechō (日暮町風土記?, Higurechō fudoki) e Buongiorno, mamma (こんにちは、母さん?, Konnichiwa, kāsan)[21]
- 2005: 13º Premio Teatrale Yomiuri per la Miglior Regia (読売演劇大賞優秀演出家賞?, Yomiuri engeki taishō yūshū enshutsuka shō) di Gli uomini che vogliono far cantare (歌わせたい男たち?, Utawasetai otokotachi)[21]
- 2014: 65simo Premio del Ministero dell'Educazione, della Cultura, dello Sport, della Scienza e della Tecnologia per l'Eccellenza Artistica (芸術選奨文部科学大臣賞?, Geijutsu senshō monbu kagaku daijin shō) per Il mistero di Ōgai (鴎外の怪談?, Ōgai no kaidan)[23]
- 2015: Secondo Premio della rivista "Tragedie e Commedie" della casa editrice Ayakawa (ハヤカワ｢悲劇喜劇｣賞?, Hayakawa "Higeki kigeki" shō) e Premio onorario teatrale "Backer's Award" (バッカーズアワード演劇奨励賞?) per Il mistero di Ōgai (鴎外の怪談?, Ōgai no kaidan)[21]

### Premi e Candidature perNitosha
- 1995: 50º Premio Festival delle Arti dell'Agenzia per gli Affari Culturali categoria Spettacolo (文化庁芸術祭大賞公演部門?, Bunkachō geijutsusai taishō kōen bumon) per La democrazia di papà (パパのデモクラシー?, Papa no demokurashī)[24]
- 1998: Sesto Premio Teatrale Yomiuri per il Miglior Testo (読売演劇賞優秀作品賞?, Yomiuri engeki shō yūshū sakuhin shō) per Ripostiglio del tempo (時の物置?, Toki no mono oki)[24]
- 2000: 35simo Premio Teatro Kinokuya Categoria Gruppo (紀伊國屋演劇賞団体賞?, Kinokuya engeki shō dantai shō) per Le tre sorelle della famiglia Hagi (萩家の三姉妹?, Hagike no san shimai)[18]
- 2001: Ottavo Premio Teatrale Yomiuri per il Miglior Testo (読売演劇賞優秀作品賞?, Yomiuri engeki shō yūshū sakuhin shō) per Le tre sorelle della famiglia Hagi (萩家の三姉妹?, Hagike no san shimai)
- 2001: Premio onorario teatrale "Backer's Award" (バッカーズアワード演劇奨励賞?) per Annotazioni sul clima e territorio di Higurechō (日暮町風土記?, Higurechō fudoki)
- 2005: Quinto Premio Asahi per le Arti Performative "Grand Prix" (朝日舞台芸術賞グランプリ?, Asahi butai geijutsu shō guran puri) per Gli uomini che vogliono far cantare (歌わせたい男たち?, Utawasetai otokotachi)[24]
  - Quinto Premio Asahi per le Arti Performative "Matsuyo Akimoto" (朝日舞台芸術賞秋元松代賞?, Asahi butai geijutsu shō Akimoto Matsuyo shō) a Keiko Toda (戸田恵子?, Toda Keiko) per la sua interpretazione in Gli uomini che vogliono far cantare (歌わせたい男たち?, Utawasetai otokotachi)[24]
- 2005: 13º Premio Teatrale Yomiuri per il Miglior Testo (読売演劇大賞最優秀作品賞?, Yomiuri engeki shō yūshū sakuhin shō) per Gli uomini che vogliono far cantare (歌わせたい男たち?, Utawasetai otokotachi)[24]
  - 13simo Premio Teatrale Yomiuri per la Miglior Attrice (読売演劇大賞最優秀女優賞?, Yomiuri engeki taishō saiyūshū joyū shō) a Keiko Toda (戸田恵子?, Toda Keiko) per la sua interpretazione in Gli uomini che vogliono far cantare (歌わせたい男たち?, Utawasetai otokotachi)[24]
- 2006: 14º Premio Teatrale Yomiuri per la Miglior Attrice (読売演劇大賞最優秀女優賞?, Yomiuri engeki taishō saiyūshū joyū shō) a Shinobu Terajima (寺島しのぶ?, Terajima Shinobu) per la sua interpretazione in La donna che scrive (書く女?, Kaku onna)[24]
- 2009: Ottavo Premio alla Memoria di Seiichirō Kurabayashi (倉林誠一郎記念賞?), con la motivazione "Per i risultati ottenuti nei progetti e produzioni che mettono in scena le opere di Ai Nagai, che rappresentano uno sguardo diretto con la vita quotidiana" (「生活に直結した視線で描く永井愛作品を上演している企画・制作の成果に対して」?, Seikatsu ni chokketsu shita shisen de egaku Nagai Ai sakuhin o jōen shiteiru kikaku - seisaku no seika ni tai shite)[25]
- 2010: 18º Premio Teatrale Yomiuri per la Miglior Attrice (読売演劇大賞最優秀女優賞?, Yomiuri engeki taishō saiyūshū joyū shō) a Ginpunchō (銀粉蝶 ?) per la sua interpretazione in Le sedie di Katari (かたりの椅子?, Katari no isu)[24]
- 2012: 47º Premio Teatro Kinokuya Categoria Individuale (紀伊國屋演劇賞個人賞?, Kinokuya engeki shō kojin shō) a Kuranosuke Sasaki (佐々木蔵之介?, Sasaki Kuranosuke) per la sua interpretazione in Buonasera, papà (こんばんは、父さん?, Konbanwa, tōsan)[24]
- 2013: 20º Premio Teatrale Yomiuri per il Miglior Staff (読売演劇大賞優秀スタッフ賞?, Yomiuri engeki taishō yūshū sutaffu shō) a Hajime Ōta (大田創?, Ōta Hajime) per Buonasera, papà (こんばんは、父さん?, Konbanwa, tōsan)[24]
- 2015: Secondo Premio della rivista "Tragedie e Commedie" della casa editrice Ayakawa (ハヤカワ｢悲劇喜劇｣賞?, Hayakawa "Higeki kigeki" shō) e Premio onorario teatrale "Backer's Award" (バッカーズアワード演劇奨励賞?) per Il mistero di Ōgai (鴎外の怪談?, Ōgai no kaidan)[24]

## Opere e adattamenti

### Opere principali
- 1983: Anch'io sono una telecamera: rapporto sul caso del professor Kurokami (私もカメラ黒髪先生事件報告?, Watashi mo kamera kurokami sensei jiken hōkoku)
- 1984: Kazuo (かずお?, Kazuo)
- 1984: Lettera da un fan: il caso dell'omicidio di un attore da strapazzo (ファンレター大根役者殺人事件?, Fan retā daikon yakusha satsujin jiken)
- Trilogia dei drammi sulla storia della vita quotidiana del dopoguerra (戦後生活史劇三部作?, Sengo seikatsu shigeki sanbusaku)
  - 1994: Ripostiglio del tempo (時の物置?, Toki no mono oki)
  - 1995: La democrazia di papà (パパのデモクラシー?, Papa no demokurashī)
  - 1996: Il mio diario di Tōkyō (僕の東京日記?, Boku no Tōkyō nikki)
- 1997: Impulso omicida senza ra (ら抜きの殺意?, Ranuki no satsui)
- 1997: Guarda, l'aereo che può volare in alto (見よ、飛行機の高く飛べるを?, Miyo, hikōki no takaku toberu wo)
- 1999: Il fratello maggiore fa ritorno (兄帰る?, Ani kaeru)
- 2000: Le tre sorelle della famiglia Hagi (萩家の三姉妹?, Hagike no san shimai)
- 2001: Annotazioni sul clima e territorio di Higurechō (日暮町風土記?, Higurechō fudoki)
- 2001: Buongiorno, mamma (こんにちは、母さん?, Konnichiwa, kāsan)
- 2002: Il nuovo "Luce e Tenebre" (新明暗?, Shin meian)
- 2003: La gente della famiglia Golovlĕv (ゴロヴリョフ家の人々?, Goroburyofu ke no hitobito)[13]
- 2003: Akiko, l'impiegata part-time (パートタイマー・秋子?, Pātotaimā Akiko)[21]
- 2005: Gli uomini che vogliono far cantare (歌わせたい男たち?, Utawasetai otokotachi)
- 2006: La donna che scrive (書く女?, Kaku onna)
- 2007: Le donne che vogliono fare ordine (片付けたい女たち?, Katazuketai onnatachi)
- 2010: Le sedie di Katari (かたりの椅子?, Katari no isu)
- 2011: Madri single (シングルマザーズ?, Shinguru mazāzu)
- 2012: Buonasera, papà (こんばんは、父さん?, Konbanwa, tōsan)[26]
- 2014: Il mistero di Ōgai (鴎外の怪談?, Ōgai no kaidan)